# Baltazaria rufonotata
Baltazaria rufonotata là một loài tò vò trong họ Ichneumonidae.